# Turmhügel Laichstätt
Der Turmhügel Laichstätt ist eine abgegangene Turmhügelburg (Motte) neben dem Regen am Nordrand des Stadtteils Laichstätt der Stadt Cham im oberpfälzischen Landkreis Cham in Bayern. Die Anlage wird als Bodendenkmal unter der Aktennummer D-3-6741-0068 im Bayernatlas als „mittelalterlicher Turmhügel“ geführt. 

## Geschichte und Anlage
Die Erbauung der Motte dürfte ins 12. Jahrhundert zu datieren sein. Sie war vermutlich Sitz einer diepoldingischen Ministerialenfamilie und wurde bis ins Spätmittelalter als Warte genutzt, worauf der Flurname „beim Wachgraben“ hindeutet.
Die ehemalige Burganlage zeigt heute noch einen Turmhügelrest mit einem unteren Durchmesser von 14 Meter, einem oberen von 6 Meter und eine Höhe von nur noch 1,1 bis 1,7 Meter. Die geringe Grundfläche lässt nur eine Bebauung mit einem Turm vermuten. Der Burgstall ist heute ein Bodendenkmal.